# Reichsratskonstitutionalismus (Dänemark-Norwegen)
Reichsratskonstitutionalismus ist ein Begriff, den die Historiker der Verfassung der dänisch-norwegischen Union bis 1660 gegeben haben, als der Absolutismus eingeführt wurde, zu dem der Reichsratskonstitutionalismus entgegengesetzt wird. Im Gegensatz zum absolutistischen König war der reichsratskonstitutionalistische König in seiner Macht durch rechtliche, institutionelle, politische und ideologische Randbedingungen begrenzt.

## Die rechtlichen Grenzen
Norwegen war seit 1450 wie die übrigen nordischen Reiche Wahlmonarchie. Der König war verpflichtet, das Land in Übereinstimmung mit den Gesetzen und dem Herkommen zu regieren. Das Gesetz stand nicht zur Disposition des Königs und war nicht eine Funktion seiner Macht. Die Vorgaben für die Regierung eines Königs während seiner Regierungszeit ergaben sich aus der Wahlkapitulation, in der er sein Regierungsprogramm für den Fall seiner Wahl darlegen musste. Sie wurde als eine Art Verfassungsdokument für die Zeit seiner Regierung betrachtet. Norwegen erhielt die erste Wahlkapitulation bei der Wahl Christians I. 1449. Außer diesen Wahlkapitulationen wurde der Reichsratskonstitutionalismus auch im Unionsvertrag zwischen Norwegen und Dänemark von 1450 in Bergen und dessen Erneuerung 1532 befestigt.

## Die institutionellen Begrenzungen
In Norwegen (bis 1536) und in Dänemark-Norwegen 1536–1660 gab es verfassungsrechtlich geschützte Institutionen, mit denen der König seine Regierungsmacht teilen musste. Dazu gehörte vor allem der Reichsrat, der in Norwegen 1536 abgeschafft wurde. Seine Funktion nahm ab diesem Zeitpunkt der dänische Reichsrat wahr. Alle wichtigen Entscheidungen durfte der König nur im Einvernehmen mit dem Reichsrat (rikets råds råd) treffen. Hinzu kamen diejenigen Reichsbeamten, die die Aufsicht über die Zentralverwaltung führten. Auch wenn sie vom König ernannt wurden, so waren sie doch in Wirklichkeit Repräsentanten des Reichsrates. In späterer Zeit kam für Norwegen noch das Generalkommissariat hinzu. Im Krieg mit Schweden wurde es nämlich erforderlich, eine zentrale Regierungsmacht über Norwegen, insbesondere auf militärischem und finanziellem Gebiet, einzurichten.

## Die politischen Grenzen
Zwar sollten die genannten Institutionen die Interessen des Reiches wahrnehmen, aber sie nahmen in der Praxis oft die Interessen der sie beherrschenden Klassen, den man als Reichsratsadel bezeichnet, wahr. Der politische Einfluss des Adels über den Reichsrat und die hohen Reichsämter waren ebenfalls eine wichtige Begrenzung der königlichen Macht. Dazu kommt die fast monopolistische Beherrschung des Lehnswesens durch den Adel. Nach den Wahlkapitulationen war der König verpflichtet, die Schloss- und Burglehen im Einvernehmen mit dem Reichsrat zu verwalten. Dazu gehörte auch die Inhaltsbestimmung des Lehnsvertrages. Bis 1450 war es streitig gewesen, wer nach dem Tod des Königs für diese Lehen zuständig war: Der Reichsrat oder der Nachfolger auf dem Thron. Denn die Lehen fielen nach dem Tod des Königs zunächst an den Souverän zurück. Nach 1540 wurde das Besetzungsrecht dieser Lehen durch den Reichsrat als wichtigste Garantie für den Erhalt des Reichsratskonstitutionalismus angesehen. Zu den Ämtern, die dem Hochadel vorbehalten waren, gehörten die Spitzenpositionen in der Justiz und beim Militär.

## Die ideologischen Schranken
Der Reichsratskonstitutionalismus hat seinen Ursprung im spätmittelalterlichen Staatsdenken. Dieses bezog seine Ideen aus der Konzilsbewegung in der ersten Hälfte des 15. Jahrhunderts. Ihnen lag der Grundgedanke einer Art Volkssouveränität zu Grunde, wie sie 1324 vom Staatstheoretiker Marsilius von Padua in dessen Werk Defensor Pacis als Gegenposition zum immer weiter vordringenden päpstlichen Absolutismus entwickelt worden war. Nach der Kirchenspaltung 1378 war man vielerorts der Meinung, dass nur eine Kirchenversammlung in der Lage sei, den Bruch zu heilen. Solche Ansichten breiteten sich gegen Ende des 14. Jahrhunderts auch in der Sphäre der profanen Herrschaft aus. Man unterschied zwei Haupttypen der Herrschaft: Das so genannte regimen regale, das sich auf den Absolutismus zubewegte, und das regimen politicum, das einer konstitutionellen Monarchie unter der Kontrolle einer Volksvertretung zuneigte. Der Unionskampf in Skandinavien nach 1434 wird von vielen als ein Kampf zwischen diesen beiden Herrschaftsmodellen gedeutet. Die Wahlkapitulationen sind von diesen konstitutionellen Gedanken durchsetzt.
Die Idee der Unabhängigkeit des Rechts ist ein zentrales Element. Das Gesetz steht außerhalb und über der königlichen Regierungsgewalt. Ebenso wichtig ist der Gedanke, dass die Regierung des Königs grundsätzlich auf dem Konsens der Untertanen beruht, der durch den Reichsrat repräsentiert wird. Dieser ist auch der Bewahrer der Reichssouveränität während der Thronvakanz. Dieser Konsensgedanke kommt in den Wahlkapitulationen durch die Bestimmungen zum Ausdruck, wonach der König für eine Kriegserklärung und die Erhebung von Steuern die Zustimmung des Reichsrates benötigt. Der Reichsrat wählt den König und verwaltet die Lehen, bis ein neuer König gewählt und formell in sein Amt eingesetzt ist. Die Wahlkapitulation kann auch als ein Vertrag zwischen König und den Untertanen gewertet werden. Das zeigt sich insbesondere im Recht des Aufstandes gegen den König, wenn dieser sich über die Bestimmungen der Wahlkapitulation hinwegsetzt.